# Felice Gianella
Felice Gianella (* 5. Mai 1829 in Comprovasco; † 14. August 1898 ebenda) war ein Schweizer Rechtsanwalt, Notar, Richter am Appellationsgericht, Politiker, Tessiner Grossrat und Staatsrat.

## Biografie
Felice Gianella war Sohn des Giovanni und seiner Frau Giuseppa geborene Emma. Er heiratete Maria Fiorini. Er wurde als Rechtsanwalt und Notar tätig und von 1860 bis 1863 war er Mitglied des Appellationsgerichts. Als Politiker war er ein Vertreter der Konservativen Partei. Er war Abgeordneter des Grossrates von 1855 bis 1860, von 1863 bis 1867, von 1871 bis 1892 und von 1893 bis 1897 Tessiner Grossrat (Präsident 1875, 1881, 1885, 1887, 1891). Als Staatsrat von Mai 1892 bis Februar 1893 leitete er das Innen-, das Polizei- und das Kulturdepartement.
Im Jahr 1891 war er Abgeordneter im kant. Verfassungsrat, an dessen Arbeiten er massgeblich beteiligt war, und krönte damit eine lange und intensive parlamentarische Karriere.